# Taurotagus auberti
Taurotagus auberti là một loài bọ cánh cứng trong họ Cerambycidae.